# Cota altissima
Pour les articles homonymes, voir Cota (homonymie).
Espèce
Cota altissima, de son nom vernaculaire l’Anthèmis géante, est une espèce de plante à fleurs dicotylédones de la famille des Astéracées. Ce sont des plantes annuelles thérophytes qui fleurissent de mai à juillet .